# Ziersdorf
Ziersdorf är en ort och kommun  i Österrike. Den ligger i distriktet Hollabrunn i förbundslandet Niederösterreich, 50 km nordväst om huvudstaden Wien. 
Kommunen består av nio orter (Ortschaften) (inom parentes invånarantal 1 januari 2024):

- Dippersdorf (91)
- Fahndorf (168)
- Gettsdorf (228)
- Großmeiseldorf (408)
- Hollenstein (105)
- Kiblitz (131)
- Radlbrunn (382)
- Rohrbach (209)
- Ziersdorf (1 651)